# 拉比斯克湖
53°7′41″N 13°37′19″E / 53.12806°N 13.62194°E
拉比斯克湖（德語：Labüskesee），是德國的湖泊，位於該國西南部，由勃蘭登堡州負責管轄，處於烏克馬克縣，長0.9公里、寬0.7公里，面積0.38平方公里，海拔高度52米，最大水深9米。